# 卡洛斯·加西亞

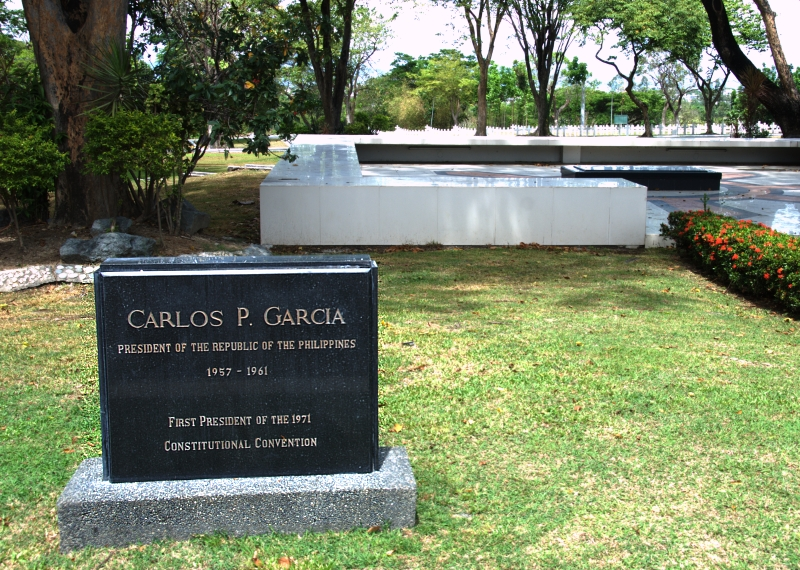
达义市英雄公墓的加西亚墓地.

卡洛斯·波利斯蒂科·加西亚（Carlos Polistico Garcia；1896年11月4日—1971年6月14日），菲律宾教师、诗人、演说家、律师、公务员、政治经济学家和游击队领袖。第八任菲律宾总统。

## 生平
加西亚出生于菲律宾保和省塔利本（Talibon）一个政治世家，其父曾担任过四届市政市长。在家乡塔利本和宿务省高中完成小学和中等教育，起初入读东内格罗斯省杜马格特市（Dumaguete City）的西利曼大学，后来就读于菲律宾法学院（现在的菲律宾犯罪学学院），他在1923年获得他的法律学位，并通过前十名的律师资格考试。
他在保和省级高中当过两年老师，是保和省著名的诗人，被人称作“王子维萨扬的诗人”和“保和的吟游诗人”。
1925年加西亚当选为保和省第三选区的国会议员，1933年当选保和省省长，担任到1941年成为参议员，次年，日本攻占菲律宾，他潜逃山林中。1943年，他任菲律宾全国解放委员会副委员长。
1953年菲律宾总统大选，加西亚是拉蒙·麦格塞塞的竞选搭档。麦格塞塞当选总统后，他被任命为副总统兼外交事务部长。
作为外交部长，他与日本开始进行战争赔偿谈判，并在1954年4月达成协议。在日内瓦会议上对韩国的统一和其他亚洲问题，加西亚作为菲律宾代表团主席，承诺在亚洲反共产主义和捍卫美国的远东政策。在1954年5月7日奠边府战役结束后的一次演讲中，加西亚重申了菲律宾民族主义和反对共产主义的主张。
加西亚1954年9月充当在马尼拉举行的东南亚八国安全会议的主席，会议后发展为东南亚条约组织（SEATO）。
1957年3月17日由于拉蒙·麦格塞塞总统因飞机失事去世，时任副总统的加西亚在澳大利亚堪培拉率领菲律宾代表团参加SEATO会议，当即回马尼拉接任总统。
1960年5月2日訪問台灣，覲見總統蔣介石。
1961年11月加西亚竞选连任，但被副总统迪奥斯达多·马卡帕加尔击败。竞选连任失败后，加西亚回到塔比拉兰过退休生活。1971年6月1日，加西亚当选1971年的制宪会议代表，并被选举为大会主席。然而，几天后，在1971年6月14日，他即死于心脏病，安葬于达义市菲律宾英雄公墓（Libingan ng mga Bayani）。